# 烏克蘭中央拉達
乌克兰中央拉达（羅馬化：Ukrainska Tsentralna rada），又译烏克蘭中央議會，是乌克兰人民共和国的议会，成立于1917年3月4日，首任议长为乌克兰历史学家米哈伊洛·格鲁舍夫斯基。和其他很多地区的议会不同，布尔什维克在乌克兰中央拉达仅获得了很少的席位。十月革命爆发后，中央拉达拒绝承认新政府对乌克兰的权威，并于11月20日宣布成立作为未来新成立的民主俄罗斯一部分的乌克兰人民共和国。
布尔什维克一派的代表于1917年底退出乌克兰中央拉达，迁往遭奥弗申柯占领的哈爾科夫另立全乌克兰苏维埃代表大会，并另立布尔什维克控制的烏克蘭蘇維埃共和國政权。这期间，中央拉达开始和同盟国和谈。
1918年1月，布尔什维克开始进攻乌克兰，1月22日，中央拉达宣布乌克兰完全独立。布尔什维克在俄国立宪会议选举中失败并发动一月劇變在彼得格勒夺权后，其在基辅的分支又为了破坏烏克蘭制憲會議选举并策应入侵乌克兰的苏俄军队，发动了基辅兵工厂暴动。
1918年2月9日，乌克兰与同盟国签订《布列斯特-立陶夫斯克条约》。1918月，帕夫洛·斯科罗帕茨基发动政变夺权，并于4月28日解散了中央拉达。